# Terebélyes harangvirág
A terebélyes harangvirág (Campanula patula) a fészkesvirágzatúak (Asterales) rendjébe, ezen belül a harangvirágfélék (Campanulaceae) családjába tartozó kétéves növény. A „terebélyes” név szétterpedő hajtásaira utal.

## Elterjedése
Egész Európában elterjedt 1400 méterig. Magyarországon is gyakori, különösen hegyi réteken.

## Alfajai
- Campanula patula subsp. abietina (Griseb. & Schenk) Simonk.
- Campanula patula subsp. costae (Willk.) Nyman
- Campanula patula subsp. epigaea (Janka ex Degen) Hayek
- Campanula patula subsp. jahorinae (K.Malý) Greuter & Burdet

## Megjelenése

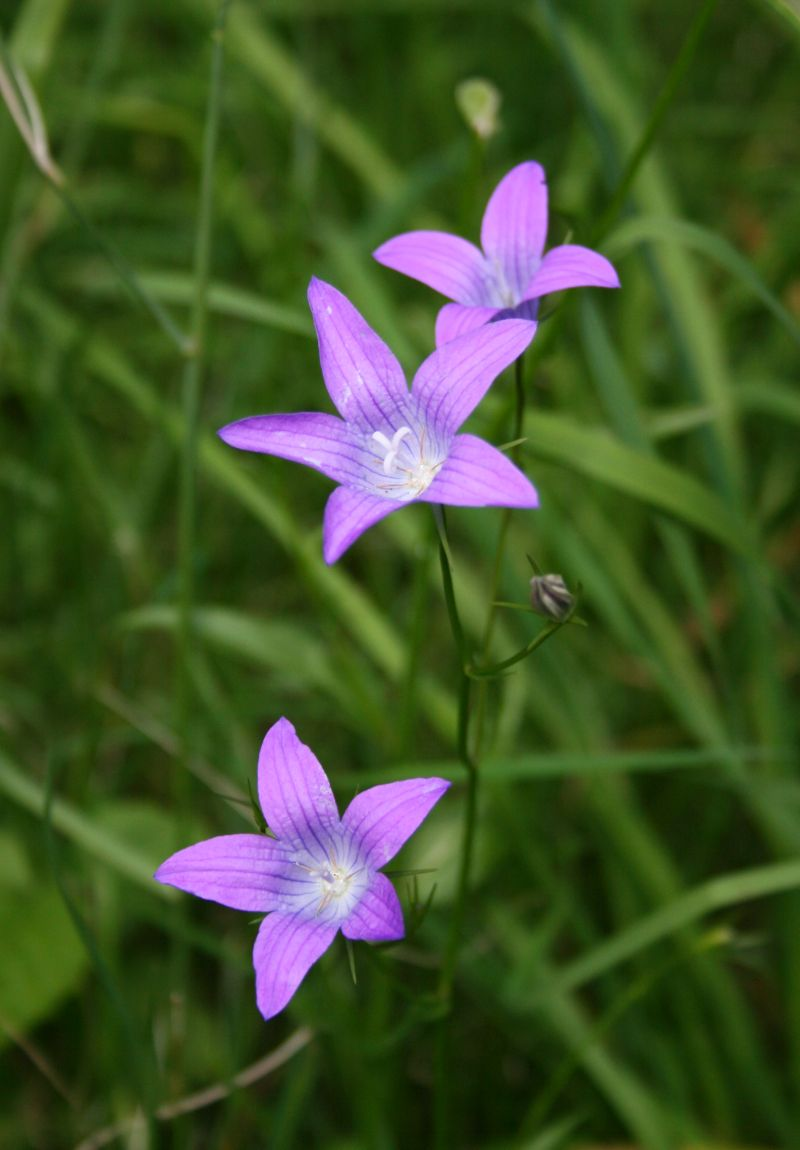
A virágzat laza

Tőlevelei nyélbe keskenyednek, a szárlevelek ülők. Virágzata laza, az egyes virágok kocsányai 20–25 mm hosszúak. A virágok halvány kékek vagy ibolyaszínűek (ami gyakran rózsás árnyalatba hajlik), ritkán fehérek. A csésze cimpái a párta harmadáig, feléig érnek, szálasak, vékonyak, hosszan kihegyesedők. Parányi magvacskái kiperegnek a toktermés lyukain, ha a termést megrázzák.

## Életmódja
Főként kaszálókon, margarétás réteken hajt. Májustól júliusig virágzik.